# Кастельмари
Кастельмари́ (фр. Castelmary, окс. Castèl Marin) — коммуна во Франции, находится в регионе Окситания. Департамент — Аверон. Входит в состав кантона Сальвета-Пейрале. Округ коммуны — Родез.
Код INSEE коммуны — 12060.
Коммуна расположена приблизительно в 530 км к югу от Парижа, в 95 км северо-восточнее Тулузы, в 33 км к юго-западу от Родеза.

## Население
Население коммуны на 2008 год составляло 135 человек.
| 1962 | 1968 | 1975 | 1982 | 1990 | 1999 | 2008 |
| ---- | ---- | ---- | ---- | ---- | ---- | ---- |
| 158  | 203  | 187  | 190  | 147  | 114  | 135  |

## Экономика

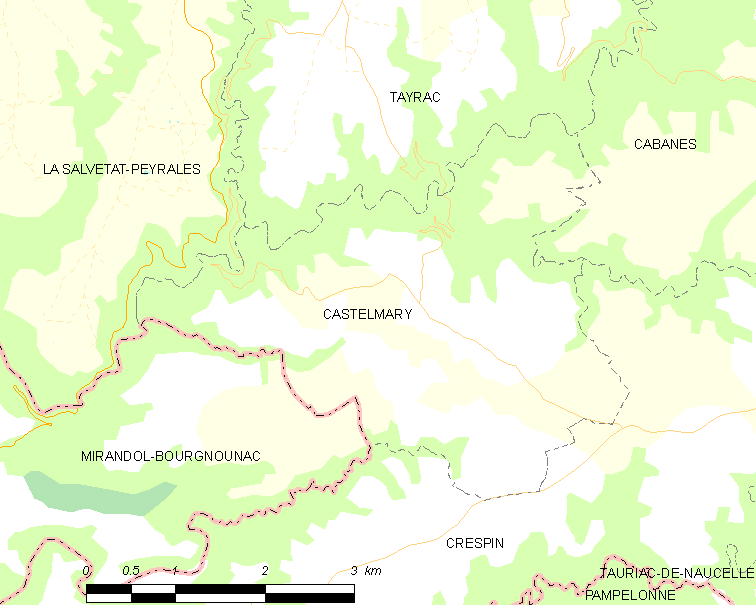
Карта коммуны

В 2007 году среди 69 человек в трудоспособном возрасте (15—64 лет) 44 были экономически активными, 25 — неактивными (показатель активности — 63,8 %, в 1999 году было 60,3 %). Из 44 активных работали 43 человека (23 мужчины и 20 женщин), безработной была 1 женщина. Среди 25 неактивных 4 человека были учениками или студентами, 11 — пенсионерами, 10 были неактивными по другим причинам.